# Khalid El Ebrahim
Khalid El Ebrahim (Kuvaitváros, 1992. augusztus 28. –) kuvaiti labdarúgó, az Al-Qadsia hátvédje.

## Pályafutása

### A válogatottban
2014-ben mutatkozott be a kuvaiti válogatottban.

## Sikerei, díjai
Kuvait
- Dél-ázsiai bajnokság ezüstérmes: 2023